# Unterlübbe
Unterlübbe ist ein Ortsteil der Gemeinde Hille im Kreis Minden-Lübbecke in Ostwestfalen.
Er liegt südlich des Mittellandkanals und nördlich des Wiehengebirges. Im Osten grenzt Unterlübe an den Ortsteil Rothenuffeln, im Norden an die Ortsteile Hartum. Südhemmern und Hille, im Westen an Eickhorst sowie im Süden an den Ortsteil Oberlübbe. Die Bundesstraße 65 zieht sich in Ost-West-Richtung durch den Ortsteil und verbindet Unterlübbe mit Minden und Lübbecke.
Unterlübbe reicht bis an die Bastauniederung heran.

## Geschichte
Erstmals wird Unterlübbe 1029 urkundlich erwähnt. Eine Siedlung gab es bereits in vor- oder frühgeschichtlichen Zeiten, wie Grabungen 1985 und 1986 zeigten. Unterlübbe und der Nachbarort Oberlübbe wurden oft unter der Gesamtbezeichnung „Lübbe“ zusammengefasst.
Unterlübbe gehörte bis zu den Napoleonischen Kriegen zur Vogtei Berg und Bruch im Amt Hausberge des Fürstentums Minden. Von 1807 bis 1810 gehörte Unterlübbe zum Kanton Haddenhausen des napoleonischen Satellitenstaats Königreich Westphalen. Von 1811 bis 1813 gehörte der Ort unmittelbar zu Frankreich und dort zur Mairie Bergkirchen im Arrondissement Minden des Departements der Oberen Ems. Unterlübbe fiel 1813 wieder an Preußen und kam 1816 zum neuen Kreis Minden. Im Kreis Minden bildete Unterlübbe eine Gemeinde im Amt Dützen.
Bevor die Gemeinde bei der kommunalen Neugliederung am 1. Januar 1973 Teil der Gemeinde Hille wurde, hatte sie eine Fläche von 5,2 km² sowie 821 Einwohner (31. Dezember 1972). Am 31. Dezember 2022 wohnten dort 923 Einwohner.

## Ortsvorsteher
Die Bevölkerung von Unterlübbe wird gegenüber Rat und Verwaltung der Gemeinde Hille seit 1973 durch einen Ortsvorsteher vertreten, der aufgrund des Wahlergebnisses vom Rat der Gemeinde Hille gewählt wird.

## Ansässige Unternehmen
Unterlübbe ist Sitz der Wiehengebirgsmolkerei Unterlübbe, der Rohrverbindungstechnik Eskate, der Möbelfabrik Priess und außerdem der Zimmermann Blechtechnik GmbH.